# 畑隆太郎

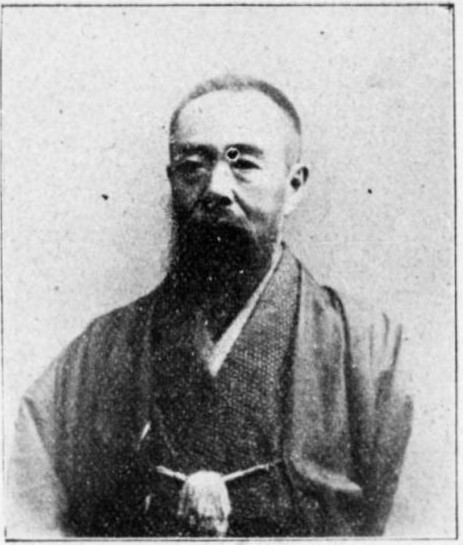
畑隆太郎

畑 隆太郎（はた りゅうたろう、1850年1月25日（嘉永2年12月13日）- 1908年（明治41年）5月20日）は、明治期の教育者、新聞編集者、政治家。衆議院議員。旧名・柳太郎。

## 経歴
出羽国秋田郡秋田亀ノ丁西土手町（秋田県秋田郡秋田町、南秋田郡秋田町を経て現秋田市南通亀の丁）で、久保田藩士・畑円之助、ミヨの長男として生まれた。藩儒・渡部広成に師事し、藩校明徳館で学んだ。その後、1972年（明治5年）に上京し芳野立蔵の元で漢学を修めた。
帰郷して戸長に就任。白土清忠経営の講習学舎で皇漢学を教えた。1882年（明治15年）5月、士族就業の目的で就産社（のち奉天社）を設立して幹事に就任し、のち社長となる。その事業として『秋田日日新聞』を発行し、会計長兼記者、編集長を歴任。1888年（明治21年）畑家の家督を相続した。
1889年（明治22年）成田直衛らと秋田中正党の設立に参画し、『秋田日日新聞』をその機関紙とし、秋田中正社に改めて社長に就任した。1892年（明治25年）6月、国民協会に入会し、1899年（明治32年）7月、帝国党に改組する際に発起人に加わり、秋田県代表として拡張委員、常議員に就任した。
1902年（明治35年）8月、第7回衆議院議員総選挙（秋田県秋田市）で当選し、衆議院議員に1期在任した。
1908年5月、秋田の自宅で死去した。

## 国政選挙歴
- 第7回衆議院議員総選挙（秋田県秋田市、1902年8月、帝国党）当選[5]
- 第8回衆議院議員総選挙（秋田県秋田市、1903年3月、帝国党）次点落選[5]
- 第9回衆議院議員総選挙（秋田県秋田市、1904年3月、帝国党）次点落選[5]